# Olaf Wijnants
Olaf Willem Edward Wijnants (Den Haag, 14 september 1948) is een Nederlands acteur. Hij is de zoon van acteur Tonny Verwey. 

## Levensloop
Wijnants debuteerde bij het Amsterdams Toneel in de productie Oidipous Oidipous (1971). Hierna maakte hij een tournee met het Amsterdams Volkstoneel als Barend in Op hoop van zegen, wat tegelijkertijd zijn televisiedebuut werd (1973). Hierna volgde een tien jaar durende radiocarrière, voornamelijk bij de hoorspelafdeling. Later werkte hij bij verschillende omroepen als verslaggever en programmamaker en speelde hij uiteenlopende rollen op televisie, in onder meer Swiebertje, Andersen doet Amsterdam, Toen was geluk heel gewoon, Goede tijden, slechte tijden, Medisch Centrum West en Kinderen geen bezwaar. Daarnaast was hij in de vroege jaren tachtig twee seizoenen lang de wekelijkse Bijbelverhalenverteller voor de IKON-televisie en speelde hij in films als Kind van de zon, Grijpstra en De Gier en Gekkenbriefje.
Begin jaren tachtig werd hij door Guus Vleugel gevraagd deel uit te maken van het door deze nieuw op te richten cabaret Verwende krengen. Ook was Wijnants als zanger te horen in talloze programma's voor uiteenlopende omroepen als IKON, TROS en VARA. Een voorbeeld hiervan is Wie in het Nederlands wil zingen met het Metropole orkest. Tussen de bedrijven door studeerde Wijnants rechten in Leiden en later neurolinguïstische psychologie, voornamelijk in de VS.
Zijn stem was te horen in talloze tekenfilmseries en live-actionfilms, waaronder De Snorkels, De Freggels (stem van Wimmie), Asterix, DuckTales, Pokémon, Rescue Rangers en De laatste eenhoorn. Sinds de jaren tachtig regisseert Wijnants enerzijds veel nasynchronisatie van filmproducties bij alle belangrijke studio's, anderzijds volledige (camera- en montage)regie bij opdracht-videoproducties, meestal gedramatiseerd, dan wel hoorspelseries.
Voor de Wereldomroep heeft Wijnants vijf jaar nieuws gelezen dan wel uitzendingen gepresenteerd.
Eveneens spreekt hij nu en dan radioreclameboodschappen in. Hij was te zien als burgemeester in een tv-reclamespotje van de ANWB en KPN.
Ook is hij een veelgevraagd (zang)solist bij het koor "The Voice Company" onder leiding van dirigent Robert Bakker.

## Televisierollen
- Op hoop van zegen - 1973
- Andersen doet Amsterdam - 1974?
- Swiebertje
- Grijpstra en de Gier - 1979, Ringetje
- Gekkenbriefje
- Het zonnetje in huis - 1995, meneer Bas
- Het Verhaal - IKON TV - wekelijkse uitzending gedurende twee jaar - 1983-84
- Toen was geluk heel gewoon (1994-1995) - Onderdirecteur Kieboom (Meerdere afleveringen)
- SamSam (1995) - Pukkie (afl. Hi ha motorpech)
- Goede tijden, slechte tijden
- Medisch Centrum West
- Kinderen geen bezwaar - Buurman Evert (afl. Kiesdrempels, 2007; afl. Er in stinken, 2008)
- Beschuldigd - Dr. Wijnand Rigter 2013 (afl. Huisbezoek)

## Nasynchronisatierollen
- Paling en Ko - Ko (de kale)
- Troetelbeertjes - Professor Koudhart
- De Snorkels - AllStar
- Pinokkio  - Japie Krekel (zang) (1995, tweede Nederlandse nasynchronisatie)[1]
- De Drie Caballeros - Panchito
- Mickey's Kerstfeest - Japie Krekel
- De laatste eenhoorn - Vlinder
- De Freggels - Wimmie
- Asterix - de cartoonfilms
- Asterix & Obelix tegen Caesar (Nederlands en Engels)
- Asterix en de Olympische Spelen
- Keesje Kikker en Karel Krekel - Karel Krekel
- DuckTales
- Darkwing Duck
- Sesamstraat - Neef Jan
- Johan en Pirrewiet
- Pokémon - Stadionomroeper
- Powerpuff Girls
- Rescue Rangers - Babbel
- Gadget and the Gadgetinis
- Brandweerman Sam (eerste versie - VARA - alle rollen)
- 101 Dalmatiërs - Sergeant Tibbs
- De avonturen van Pinokkio (1974)
- Aladdin en de wonderlamp (jaren 80) - titelsong
- Jungle Junction - 2011-12
- Jake en de Nooitgedachtland Piraten - Vetje
- Chuggington
- Pieter Post - Edwin Karbonkel
- Shrek - De Drie Biggetjes, De Blinde Muizen, Peter Pan
- Shrek 2 - De Drie Biggetjes
- Shrek the Third - De Drie Biggetjes
- Shrek Forever After - De Drie Biggetjes
- The Ghost of Lord Farquaad - De Drie Biggetjes
- Far Far Away Idol - De Drie Biggetjes
- Shrek the Halls - De Drie Biggetjes
- Scared Shrekless - De Drie Biggetjes, De Zeven Dwergen
- Donkey's Caroling Christmas-tacular - De Drie Biggetjes
- Up - Presentator Filmjournaal
- Ratatouille - Ambrister Minion
- Robbie Konijn - Sam de Leeuw
- Beertje Sebastiaan: De geheime opdracht - Sebastiaan
- Paddington - Hondeneigenaar
- The Muppets, Muppets Most Wanted, Muppets Now - Link Hogthrob
- Barbie als de Eilandprinses (2007) - Sagi

## Dialoogregie
- Asterix and Obelix Take on Caesar
- E.T.
- Herbie
- High School Musical
- Garfield 2
- Heidi
- Golden Compass
- Maanprinses en het witte paard
- Rin Tin Tin
- Twelve dogs[bron?]
- Mijn broertje is een hondje[bron?]
- De kleine held
- Ponyo
- Rudi het racevarken
- Amundsen
- Planet 51
- Astroboy
- Narnia 3
- Spykids
- Arthur 3
- De pinguïns van meneer Popper
- Sammy 2
- Citroentje met suiker (dagelijks KRO-hoorspel)
- Ted en de schat van de mummie
- Zambezia
- Life of Pi
- Belle en Sebastien
- Tarzan
- Pieter Post
- Robbie Konijn

Regie van instructieve documentaire producties voor de V.U.